# هاري ميلز (سياسي)
هاري ميلز هو سياسي كندي، ولد في 1874 في المملكة المتحدة، وتوفي في 20 ديسمبر 1959 في فانكوفر في كندا. انتخب عضو برلمان مقاطعة أونتاريو.